# Morsains
Morsains est une commune française, située dans le département de la Marne en région Grand Est.

## Géographie

### Localisation
Morsains se trouve au sud-ouest du département de la Marne, en région Grand Est. La commune appartient à la région agricole de la Brie champenoise.

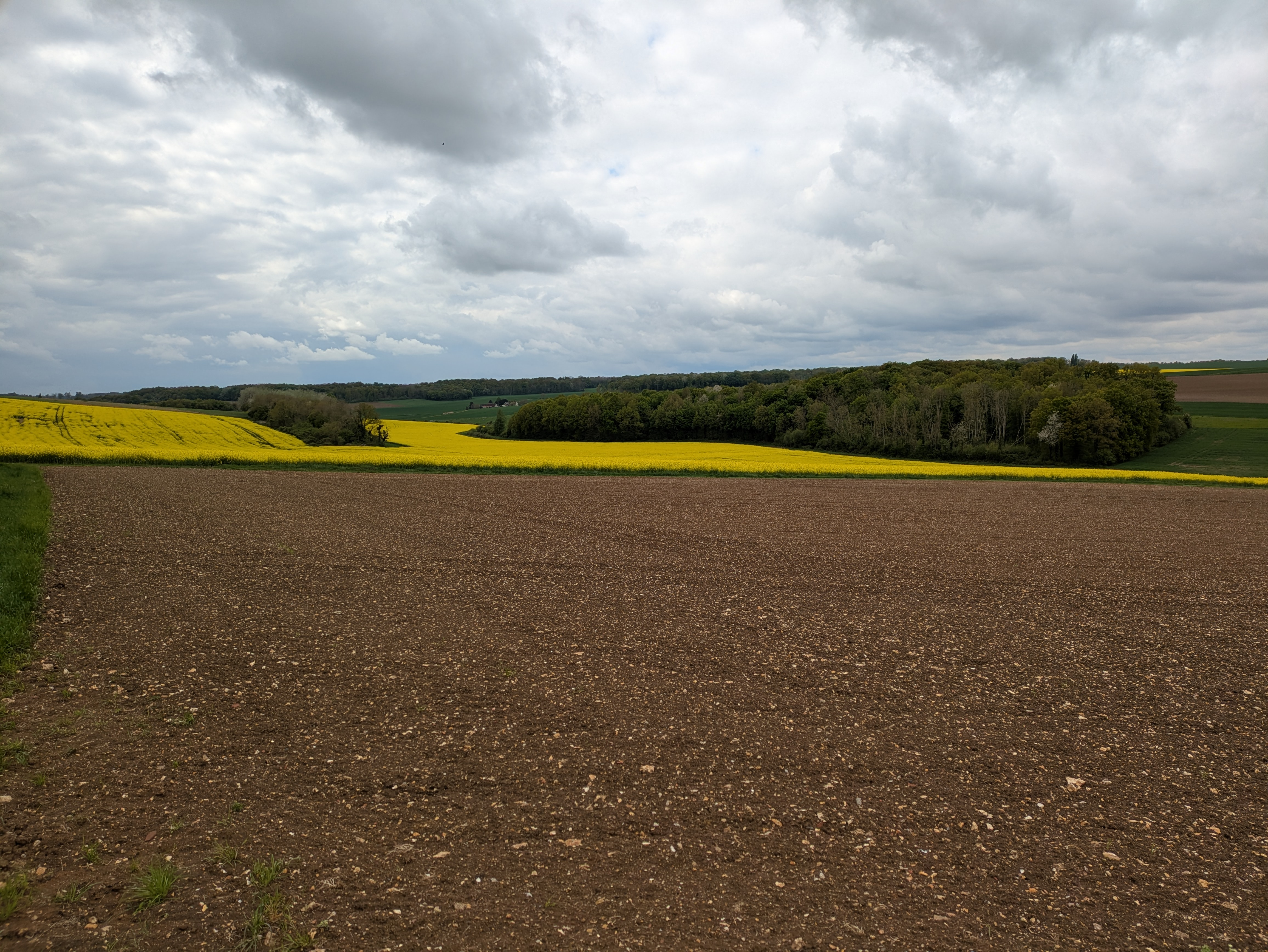
Le vallon du ru de Bonneval au nord-ouest du village.

La commune de Morsains s'étend sur une superficie de 1 433 hectares. Sur son territoire, l'altitude varie de 149 à 217 mètres. Le relief est marqué par le vallon formé par le ru de Bonneval, qui s'écoule d'est en ouest au centre de la commune ; l'altitude n'y dépasse pas 175 mètres. Au nord de la commune, et plus rarement au sud, l'altitude peut dépasser les 200 mètres. Le sud-est de la commune est occupé par la forêt domaniale du Gault.
Par la route, Morsains se situe à 72 km de Châlons-en-Champagne, préfecture, à 51 km d'Épernay, sous-préfecture, et à 22 km de Sézanne, bureau centralisateur du canton de Sézanne-Brie et Champagne dont dépend Morsains depuis 2015. La commune fait en outre partie du bassin de vie de Sézanne.
Morsains est limitrophe de 6 communes :
| Rieux   | Mécringes  |                         |
| Tréfols | Morsains   | Le Gault-Soigny         |
|         | Champguyon | Les Essarts-lès-Sézanne |

### Hydrographie

#### Réseau hydrographique
La commune est dans la région hydrographique « la Seine de sa source au confluent de l'Oise (exclu) » au sein du bassin Seine-Normandie. Elle est drainée par le ru de Bonneval, le Fossé 01 de Dagone, le Fossé 01 de la commune du Gault-Soigny, le ru de Vailly et le ru des Oulbards,.
Le ru de Bonneval, d'une longueur de 19 km, prend sa source dans la commune de Charleville et se jette dans le Grand Morin à Joiselle, après avoir traversé cinq communes. 

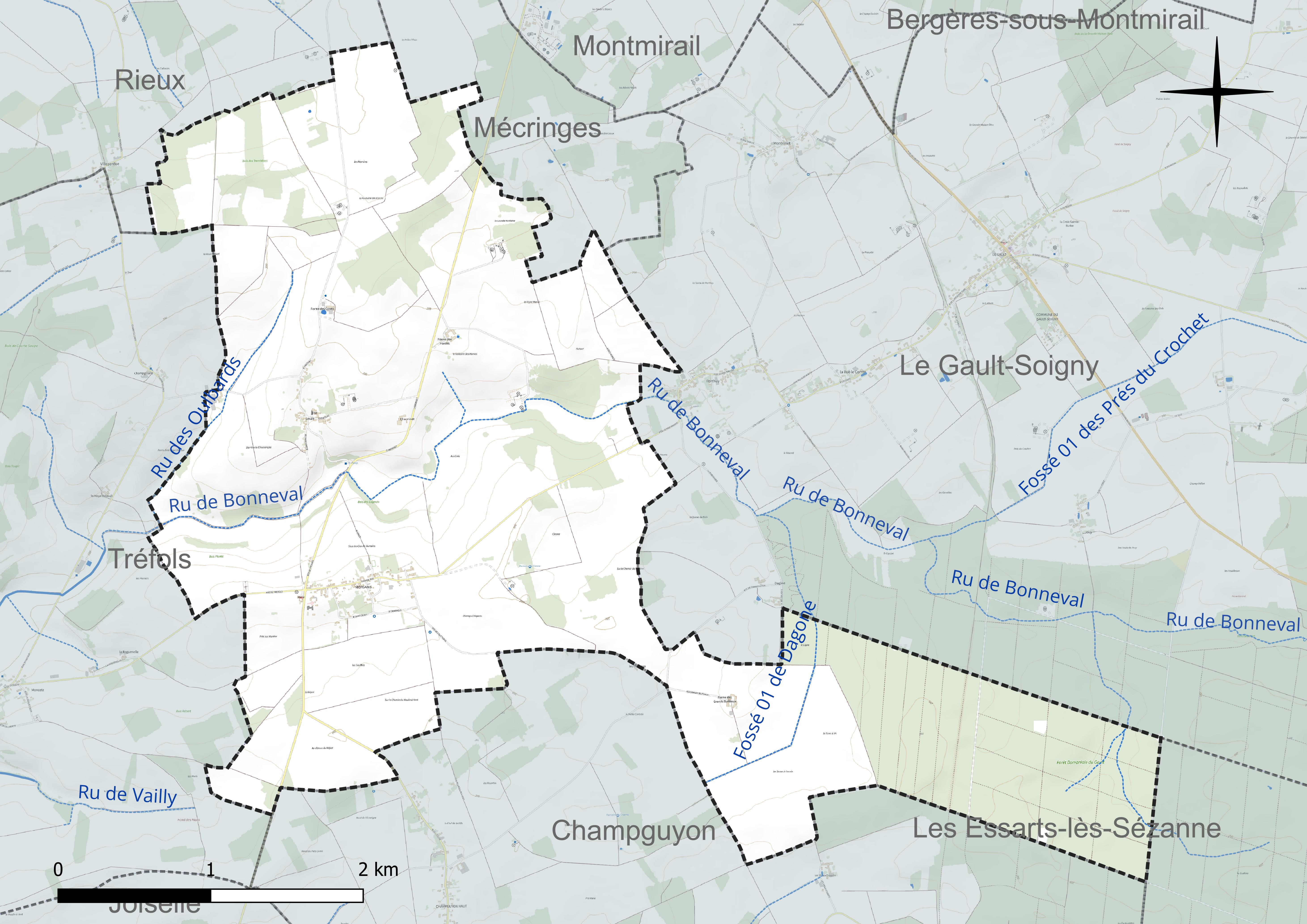
Réseau hydrographique de Morsains.

#### Gestion et qualité des eaux
Le territoire communal est couvert par le schéma d'aménagement et de gestion des eaux (SAGE) « Petit et Grand Morin ». Ce document de planification concerne le territoire des bassins versants du Petit Morin (630 km2) et du Grand Morin (1 185 km2) et se répartit sur trois départements (la Marne, l'Aisne et la Seine-et-Marne). Il a été approuvé le 21 octobre 2016. La structure porteuse de l'élaboration et de la mise en œuvre est le Syndicat mixte d'aménagement et de gestion des eaux (SMAGE) - EPAGE. 
La qualité des cours d’eau peut être consultée sur un site dédié géré par les agences de l’eau et l’Agence française pour la biodiversité. 

### Climat
Pour des articles plus généraux, voir Climat du Grand Est et Climat de la Marne.
En 2010, le climat de la commune est de type climat océanique dégradé des plaines du Centre et du Nord, selon une étude du Centre national de la recherche scientifique s'appuyant sur une série de données couvrant la période 1971-2000. En 2020, Météo-France publie une typologie des climats de la France métropolitaine dans laquelle la commune est exposée à un climat océanique altéré et est dans la région climatique  Nord-est du bassin Parisien, caractérisée par un ensoleillement médiocre, une pluviométrie moyenne régulièrement répartie au cours de l’année et un hiver froid (3 °C). 
Pour la période 1971-2000, la température annuelle moyenne est de 10,1 °C, avec une amplitude thermique annuelle de 15,5 °C. Le cumul annuel moyen de précipitations est de 750 mm, avec 12,3 jours de précipitations en janvier et 8,1 jours en juillet. Pour la période 1991-2020, la température moyenne annuelle observée sur la station météorologique de Météo-France la plus proche, « Esternay-Man », sur la commune d'Esternay à 7 km à vol d'oiseau, est de 10,9 °C et le cumul annuel moyen de précipitations est de 780,5 mm. 
La température maximale relevée sur cette station est de 42,5 °C, atteinte le 25 juillet 2019 ; la température minimale est de −25 °C, atteinte le 14 février 1956,,. 
Les paramètres climatiques de la commune ont été estimés pour le milieu du siècle (2041-2070) selon différents scénarios d'émission de gaz à effet de serre à partir des nouvelles projections climatiques de référence DRIAS-2020. Ils sont consultables sur un site dédié publié par Météo-France en novembre 2022.

### Milieux naturels et biodiversité
L'Inventaire national du patrimoine naturel (INPN) recense 397 espèces sur le territoire de la commune, dont 89 espèces protégées et 37 espèces menacées.
Morsains ne compte aucune zone naturelle d'intérêt écologique, faunistique et floristique (ZNIEFF) ou autre espace naturel protégé sur son territoire.

## Urbanisme

### Typologie
Au 1er janvier 2024, Morsains est catégorisée commune rurale à habitat dispersé, selon la nouvelle grille communale de densité à sept niveaux définie par l'Insee en 2022.
Elle est située hors unité urbaine. Par ailleurs la commune fait partie de l'aire d'attraction de Montmirail, dont elle est une commune de la couronne,. Cette aire, qui regroupe 19 communes, est catégorisée dans les aires de moins de 50 000 habitants,.

### Occupation des sols
L'occupation des sols de la commune, telle qu'elle ressort de la base de données européenne d’occupation biophysique des sols Corine Land Cover (CLC), est marquée par l'importance des territoires agricoles (75,6 % en 2018), une proportion sensiblement similaire à celle de 1990 (75,1 %). La répartition détaillée en 2018 est la suivante : terres arables (75,1 %), forêts (22,7 %), zones urbanisées (1,7 %) et zones agricoles hétérogènes (0,5 %).
L'évolution de l’occupation des sols de la commune et de ses infrastructures peut être observée sur les différentes représentations cartographiques du territoire : la carte de Cassini (XVIIIe siècle), la carte d'état-major (1820-1866) et les cartes ou photos aériennes de l'IGN pour la période actuelle (1950 à aujourd'hui).

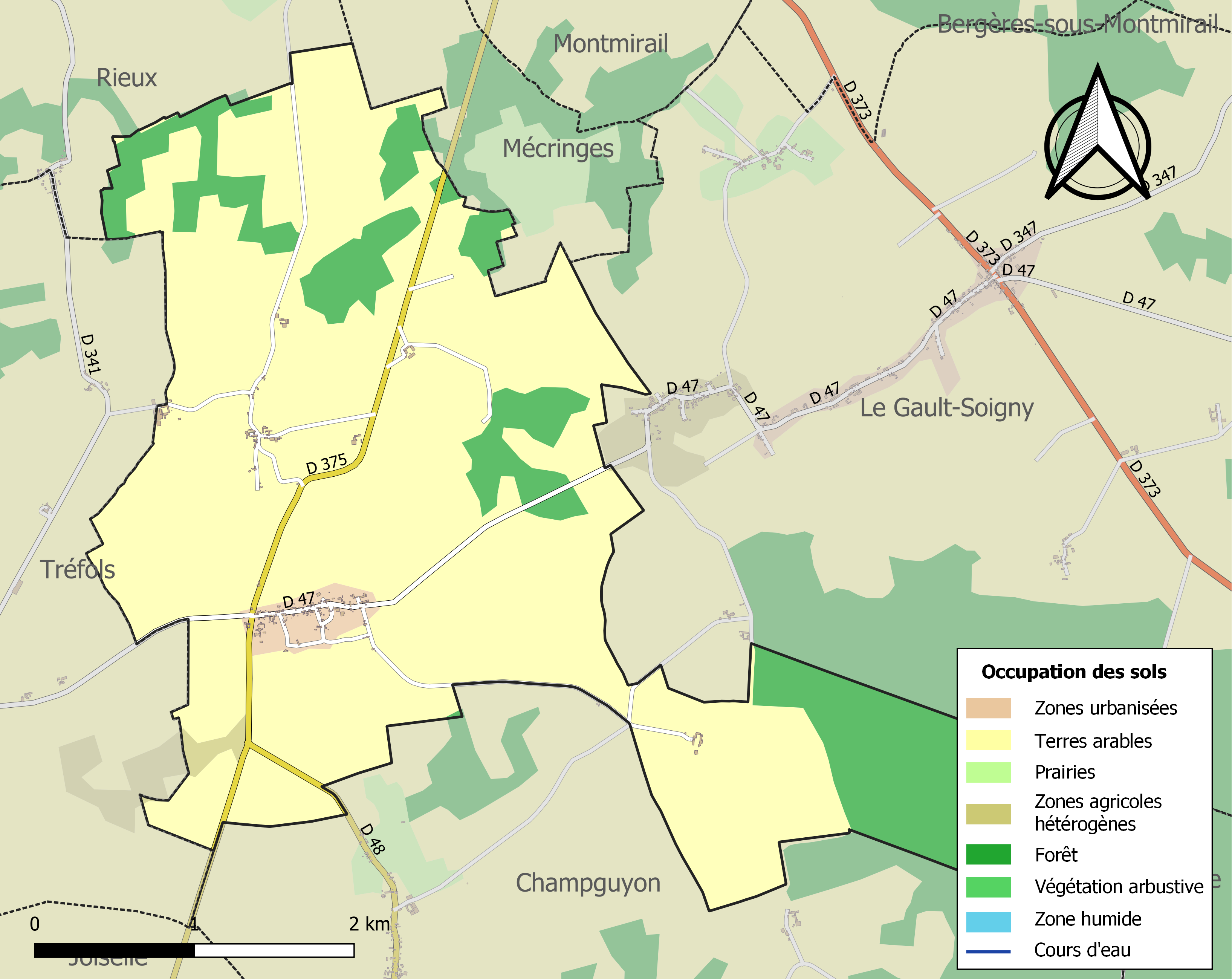
Carte des infrastructures et de l'occupation des sols de la commune en 2018 (CLC).

### Morphologie rurale, hameaux et écarts
Le bourg de Morsains prend grossièrement la forme d'un village-rue autour de la route départementale 47, sur un axe est/ouest, au sud-ouest de la commune. Outre le bourg, la commune compte un hameau — Leuze — de l'autre côté du ru de Bonneval, au nord.
On y trouve également cinq fermes isolées : le Charminet, la Ferme des Corets, la Fontaine des Hantes et les Orcils, autour de Leuze au nord, ainsi que la Ferme des Grands Buteaux au sud-est.

### Habitat et logement
En 2021, Morsains compte 79 logements. Ces logements sont uniquement des maisons ; la commune ne comptant aucun appartement. En raison de la prévalence des maisons, les résidences principales de Morsains disposent en moyenne de 5,4 pièces.
Le tableau ci-dessous présente une comparaison de quelques indicateurs chiffrés du logement pour Morsains, la communauté de communes de la Brie champenoise (CCBC), le département de la Marne et la France entière :
|                                                            | Morsains | CCBC  | Marne   | France     |
| ---------------------------------------------------------- | -------- | ----- | ------- | ---------- |
| Ensemble des logements                                     | 79       | 4 109 | 300 919 | 37 155 918 |
| Part des résidences principales (en %)                     | 71,6     | 80,9  | 87,5    | 82,2       |
| Part des résidences secondaires (en %)                     | 28,4     | 9,3   | 3,4     | 9,7        |
| Part des logements vacants (en %)                          | 0,0      | 9,8   | 9,1     | 8,1        |
| Part des propriétaires de leur résidence principale (en %) | 87,9     | 69,2  | 52,2    | 57,5       |

À Morsains, 71,6 % des logements sont en 2021 des résidences principales, 28,4 % des résidences secondaires et 0,0 % des logements vacants. Par ailleurs, 87,9 % des ménages sont propriétaires de leur résidence principale. Morsains se démarque ainsi par un nombre supérieur à la moyenne de résidences secondaires et de ménages propriétaires de leur résidence principale.
Parmi les 56 résidences principales construites avant 2019, 50 % avaient été construites avant 1945, 17,2 % entre 1946 et 1970, 15,5 % entre 1971 et 1990, 3,4 % entre 1991 et 2005 et 13,8 % depuis 2006.
Le tableau ci-dessous présente l'évolution du nombre de logements sur le territoire de la commune, par catégorie, depuis 1968 :
|                        | 1968 | 1975 | 1982 | 1990 | 1999 | 2010 | 2015 | 2021 |
| ---------------------- | ---- | ---- | ---- | ---- | ---- | ---- | ---- | ---- |
| Résidences principales | 38   | 37   | 31   | 32   | 38   | 48   | 52   | 56   |
| Résidences secondaires | 23   | 30   | 39   | 35   | 29   | 20   | 23   | 22   |
| Logements vacants      | 9    | 4    | 7    | 11   | 5    | 7    | 2    | 0    |
| Total                  | 70   | 71   | 77   | 78   | 72   | 75   | 77   | 79   |

### Voies de communication et transports

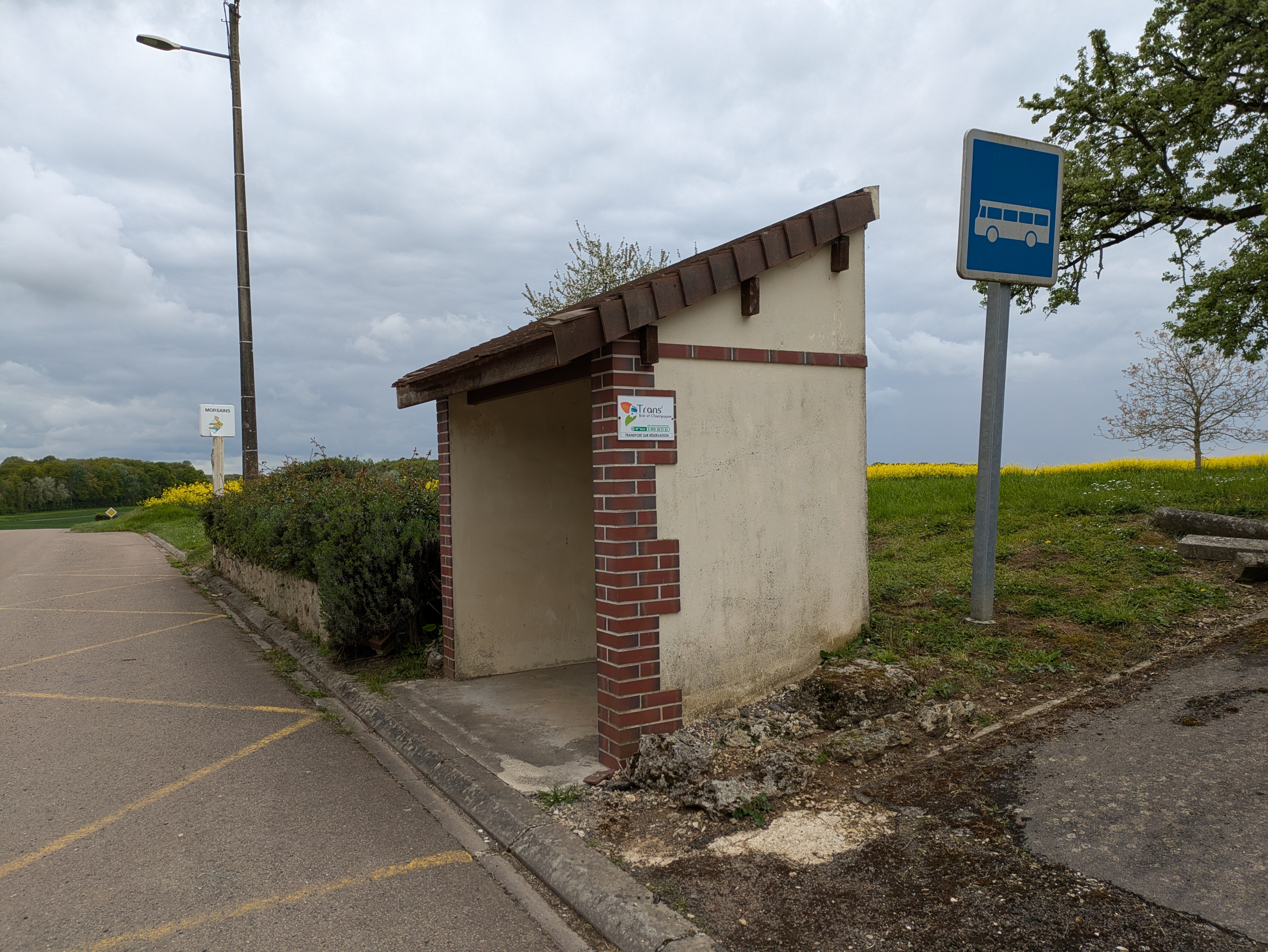
L'abribus de Morsains, sur la RD47.

Trois routes principales desservent la commune et la relient aux principaux axes routiers locaux :
- la route départementale 375 traverse la commune du nord au sud, rejoignant la RD373 (ex-RN373) à Maclaunay (Montmirail) au nord et partant vers Joiselle au sud, pour ensuite rejoindre la RN4 à Courgivaux ;
- la route départementale 48 part de la RD375 au sud de Morsains, en direction de Champguyon puis Esternay au sud-est ;
- la route départementale 47 traverse quant à elle Morsains depuis Tréfols à l'ouest (en provenance de Seine-et-Marne) et se dirige à l'est vers Le Gault-Soigny (où elle rencontre la RD373) puis vers la RD951 (ex-RN51) à Soizy-aux-Bois.

## Toponymie
Le nom de la localité est attesté sous les formes Moreins (1171) ; Morains (1172) ; Morain (vers 1220) ; Mourains (vers 1252) ; Maurains (vers 1700) ; Petit-Morains (XVIIIe siècle) ; Morains-le-Petit (1834).
Le toponyme Morains, apparaissant au XIIe siècle, est issu du germanique moor (« marais ») et de la désinence du cas régime -ain.

## Politique et administration

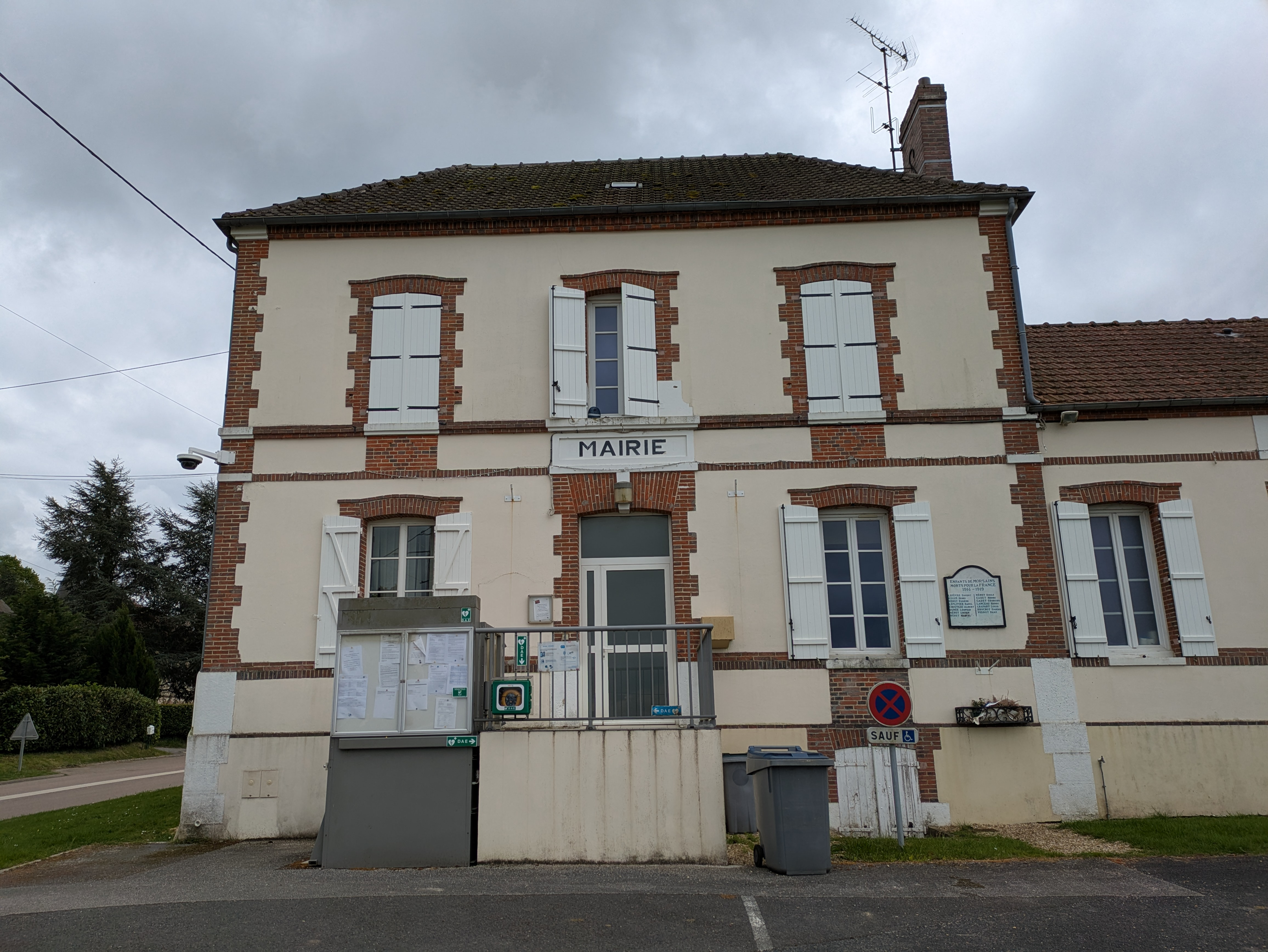
La mairie de Morsains.

| Période                                  | Période                      | Identité          | Étiquette | Qualité                        |
| ---------------------------------------- | ---------------------------- | ----------------- | --------- | ------------------------------ |
| Les données manquantes sont à compléter. |                              |                   |           |                                |
| 1990                                     | 2008                         | André Bonaventure | DVD       |                                |
| 2008                                     | En cours (au 4 juillet 2020) | Philippe Lefevre  |           | Réélu pour le mandat 2020-2026 |

## Équipements et services publics

### Eau et déchets

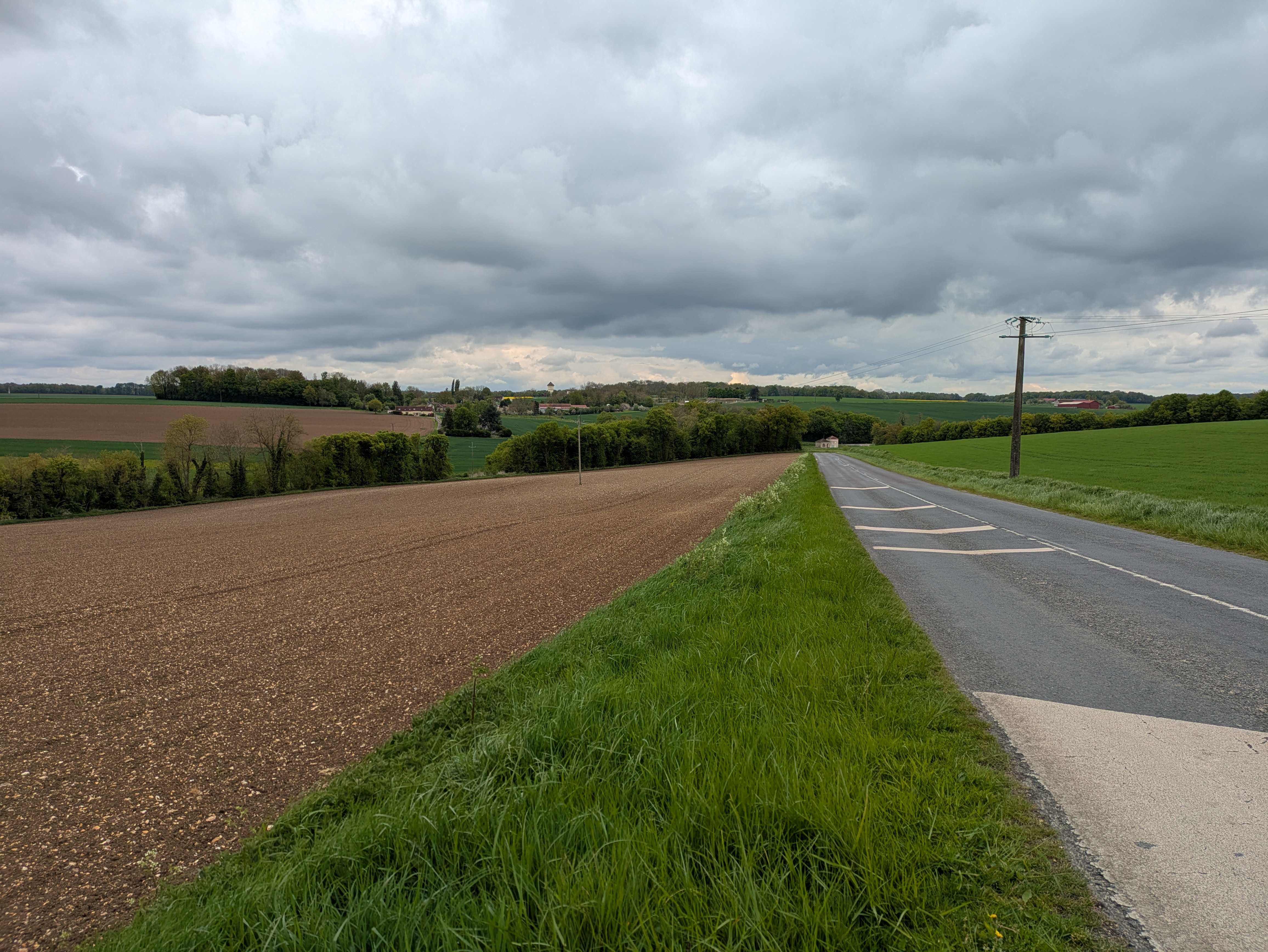
Vue au loin de la station de pompage de Morsains, sur la RD375, entourée des hameaux de Leuze (gauche) et de le Charminet (droite).

L'approvisionnement en eau potable et l'assainissement des eaux usées sont des compétences de la communauté de communes de la Brie champenoise. Morsains est alimentée en eau potable par le captage du Pré des Cognots, situé sur son territoire et desservant également plusieurs communes voisines. La production et la distribution d'eau potable font l'objet d'une délégation de service public confiée à Suez jusqu'en 2028. L'assainissement y est non collectif.
La communauté de communes est également compétente en matière de déchets. La collecte des ordures ménagères résiduelles (en bac) et des déchets recyclables (en sacs translucides jaunes) est réalisée en porte à porte. La communauté de commune adhérant au syndicat de valorisation des ordures ménagères de la Marne (SYVALOM), ces déchets sont amenés au centre de transfert départemental de Sézanne puis valorisés sur le site de La Veuve. La communauté de communes propose des composteurs individuels à tarif réduit pour les biodéchets. La collecte du verre et des textiles se fait en apport volontaire. Pour les autres déchets, l'unique déchèterie de la communauté de communes est située à Montmirail, dans le hameau de Maclaunay. La collecte des déchets et la gestion de la déchèterie sont confiées à des entreprises privées par marchés publics.

### Enseignement
Morsains fait partie de l'académie de Reims.
La commune appartient au regroupement pédagogique de Charleville-Le Gault-Soigny. L'école primaire du Gault-Soiny, située place de la Mairie, accueille 62 élèves (chiffres 2024-2025) de maternelle, du CM1 et CM2. L'école élémentaire de Charleville, située place de l'Église, accueille 44 élèves (chiffres 2024-2025) du CP au CE2.
Les jeunes de Morsains sont ensuite rattachés au collège de la Brie champenoise à Montmirail et au lycée La Fontaine du Vé de Sézanne.

### Postes et télécommunications
Deux boîtes aux lettres de La Poste se trouvent sur le territoire de la commune : Grande Rue (Morsains) et rue du Château (Leuze). Les bureaux de poste les plus proches sont situés à Montmirail et Esternay, à environ 8 km de Morsains.

### Justice, sécurité et secours
Du point de vue judiciaire, Morsains relève du conseil de prud'hommes d'Épernay, du tribunal de commerce de Reims, du tribunal judiciaire, du tribunal paritaire des baux ruraux et du tribunal pour enfants de Châlons-en-Champagne, dans le ressort de la cour d'appel de Reims. Pour le contentieux administratif, la commune dépend du tribunal administratif de Châlons-en-Champagne et de la cour administrative d'appel de Nancy.
Morsains est située en secteur Gendarmerie nationale et dépend de la brigade de Montmirail.
En matière d'incendie et de secours, les centres d'incendie et de secours les plus proches sont ceux de Montmirail et Esternay, dépendant du Service départemental d'incendie et de secours (SDIS) de la Marne.

## Population et société
Les habitants de la commune sont les Morsinois et les Morsinoises

### Démographie
L'évolution du nombre d'habitants est connue à travers les recensements de la population effectués dans la commune depuis 1793. Pour les communes de moins de 10 000 habitants, une enquête de recensement portant sur toute la population est réalisée tous les cinq ans, les populations de référence des années intermédiaires étant quant à elles estimées par interpolation ou extrapolation. Pour la commune, le premier recensement exhaustif entrant dans le cadre du nouveau dispositif a été réalisé en 2006.

En 2022, la commune comptait 149 habitants, en évolution de +12,88 % par rapport à 2016 (Marne : −1,19 %, France hors Mayotte : +2,11 %).
| 1793 | 1800 | 1806 | 1821 | 1831 | 1836 | 1841 | 1846 | 1851 |
| ---- | ---- | ---- | ---- | ---- | ---- | ---- | ---- | ---- |
| 210  | 197  | 203  | 199  | 229  | 240  | 277  | 278  | 273  |

| 1856 | 1861 | 1866 | 1872 | 1876 | 1881 | 1886 | 1891 | 1896 |
| ---- | ---- | ---- | ---- | ---- | ---- | ---- | ---- | ---- |
| 279  | 293  | 290  | 272  | 281  | 282  | 289  | 276  | 266  |

| 1901 | 1906 | 1911 | 1921 | 1926 | 1931 | 1936 | 1946 | 1954 |
| ---- | ---- | ---- | ---- | ---- | ---- | ---- | ---- | ---- |
| 252  | 250  | 228  | 208  | 195  | 208  | 185  | 182  | 177  |

| 1962 | 1968 | 1975 | 1982 | 1990 | 1999 | 2006 | 2011 | 2016 |
| ---- | ---- | ---- | ---- | ---- | ---- | ---- | ---- | ---- |
| 151  | 121  | 108  | 75   | 82   | 106  | 104  | 124  | 132  |

| 2021 | 2022 | - | - | - | - | - | - | - |
| ---- | ---- | - | - | - | - | - | - | - |
| 145  | 149  | - | - | - | - | - | - | - |

### Cultes
Pour le culte catholique, Morsains dépend de la paroisse Saint-Vincent-de-Paul - Montmirail, au sein du diocèse de Châlons-en-Champagne.

### Médias
La presse écrite régionale comprend le quotidien L'Union, le bi-hebdomadaire Le Pays briard et l'hebdomadaire L'Hebdo du vendredi.
Parmi les stations de radio locales, il est possible de citer Ici Champagne-Ardenne et Champagne FM.

## Économie

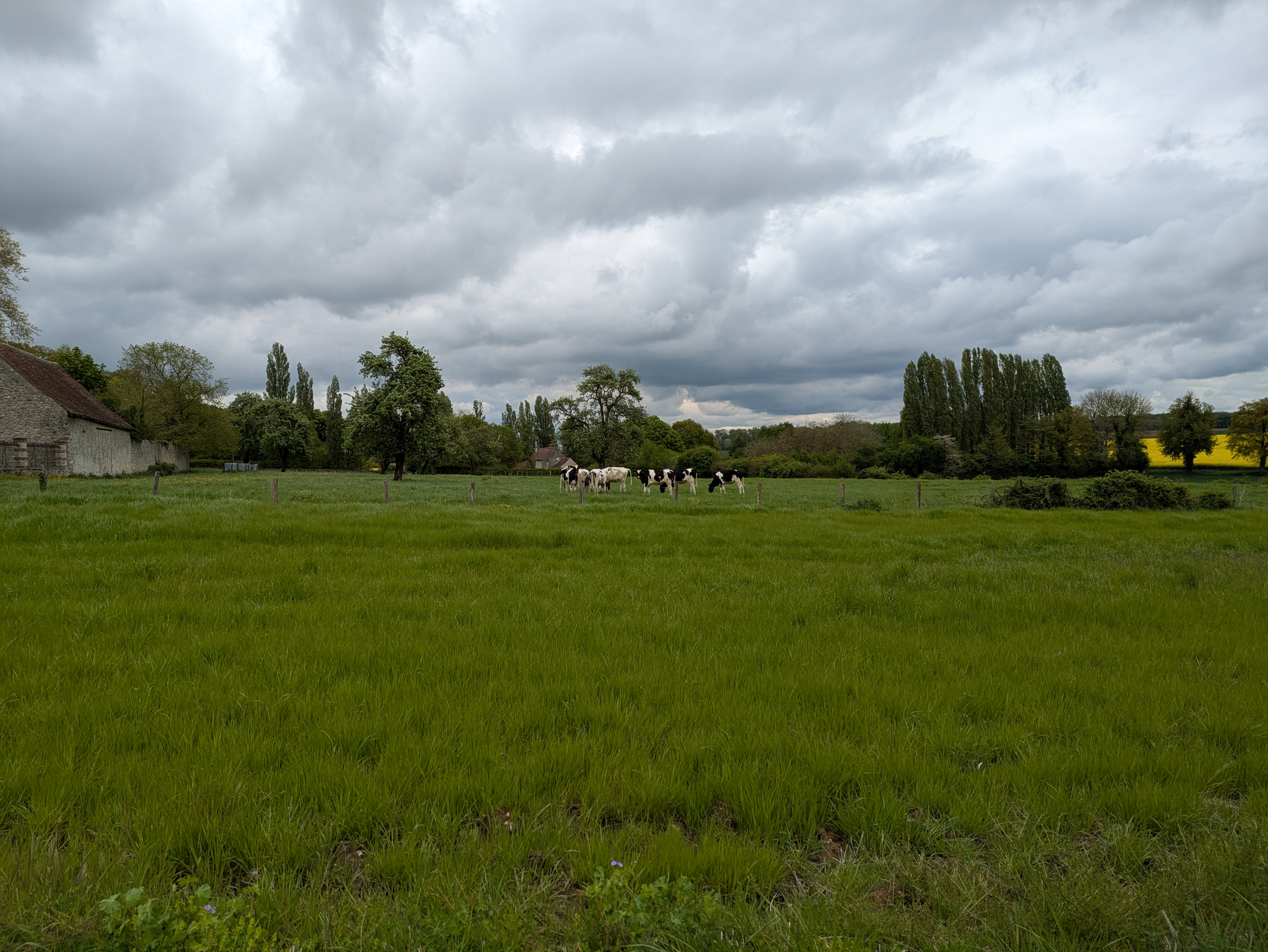
Des vaches pâturant à l'entrée sud du village.

## Culture locale et patrimoine

### Lieux et monuments
- L'église Saint-Denis, ancien prieuré augustinien rattaché à l'abbaye Saint-Jacques de Provins, et datée du XIIe siècle[45].
- Le château : D'époque Régence-Louis XV, le château de Morsains est entouré de douves du XVIe siècle en eau et possède une tour ronde datant du XVIe. Il s'agit du château des anciens seigneurs de Morsains et de Leuze. Il est bâti sur les ruines d'un ancien château fort médiéval. Le nom de cette seigneurie a servi à désigner les Champagne établis en Brie qui ont été connus sous le nom de Champagne de Morsains. Le premier de cette famille qui a possédé cette terre est Nicolas de Champagne, écuyer seigneur de Morsains, de Leuze, qui a acquis le 9 juin 1556 de Jacques Verdelot les droits sur les terres fiefs et maison seigneuriale de Morsains. La famille de Champagne possède ce château jusqu'en 1751, date à laquelle il est vendu à Etienne Guérard, officier au régiment de Touraine.[réf. nécessaire]

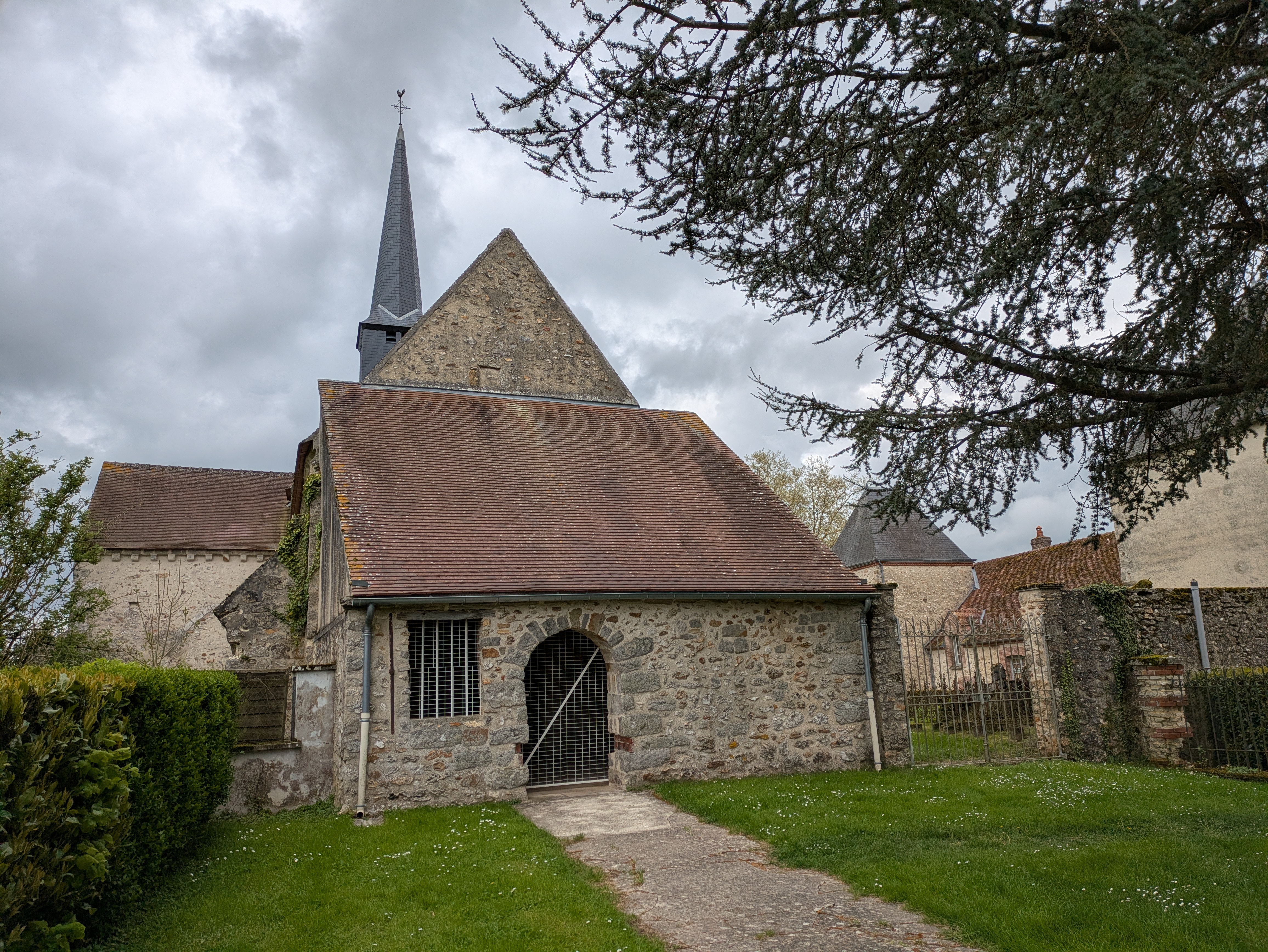
L'église Saint-Denis.
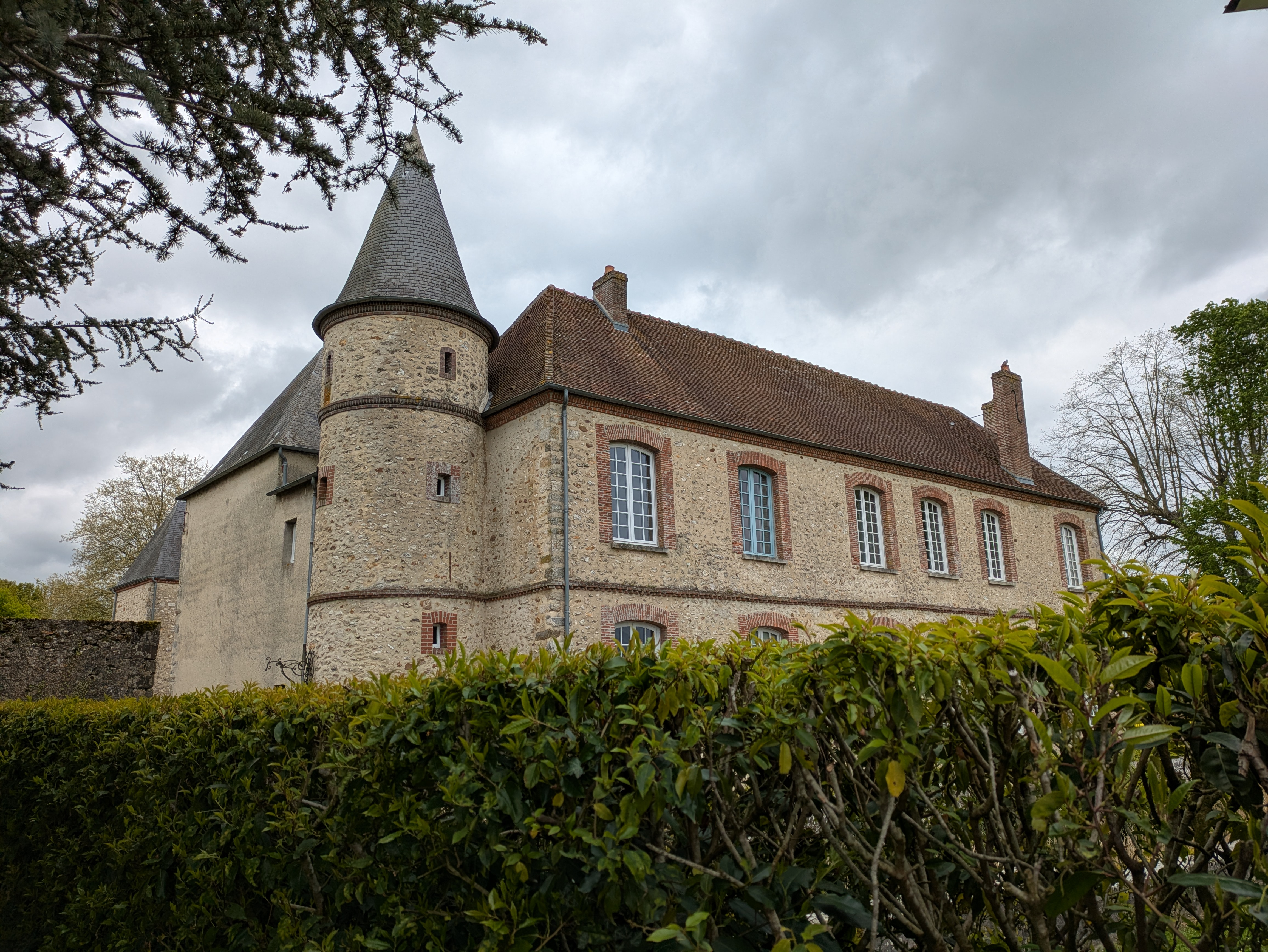
Le château de Morsains.
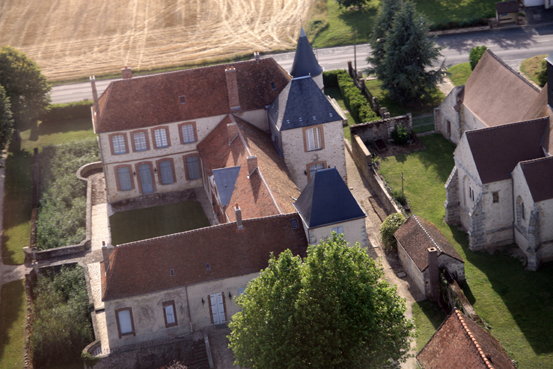
Vue aérienne du château.

### Personnalités liées à la commune
- Jean Yanne, acteur et auteur, a eu une propriété à Morsains et y est décédé le 23 mai 2003.